# 宇宙英雄ペリー・ローダンの登場種族一覧
宇宙英雄ペリー・ローダンの登場種族一覧（うちゅうえいゆうペリー・ローダンのとうじょうしゅぞくいちらん）は、SF小説『宇宙英雄ペリー・ローダン』シリーズに登場する、架空の種族の一覧である。

## アンドロメダ銀河
恒星エンジニア
アンドロメダのエネルギー生物。恒星とともに生き、その軌道をテレキネシスで操り、種族が住む人工天体も自分達で作った。嘘を知らない性格であったため、島の王たちに利用され恒星転送機ネットワークを作り上げた。宇宙空間でも生存が可能で、テレポートで移動する。
ツーノーザー
アンドロメダの衛星銀河であるアンドロ・ベータ星雲に居住する島の王たちの補助種族で、アンドロ・ベータの警固を担当する非ヒューマノイド種族。身長は標準的なテラナーと同型で、短い頸に球状の頭部、ひとつだけの巨大な目は複眼で、頭の根元から２本の長い鼻が伸び、これが手の代わりをする。ツーノーザーの名もこの鼻に由来する。本来の腕は短く華奢ながら、器用に動く。
テフローダー
アンドロメダのヒューマノイド種族。肉体的には脳の一部の機能を除けば外見から肉体器官に至るまでテラナーと同じ。故郷世界はアンドロメダ星雲のテファ星系第三惑星テフロッド。2404年当時は島の王たちの忠実な補助種族で、アンドロメダ中枢部の直径2万光年の「禁断ゾーン」を取り囲む「警戒ゾーン」の防衛を担っていた。
テフローダーは5万年前にアンドロメダ星雲に避難してきたレムール人の末裔で、テフロッドを中心にアンドロメダに一大国家を築いたが、やがて島の王たちによって支配され、その補助種族と成り下がっていた。2406年に島の王たちが滅亡した事でその支配から解放されるも、アンドロメダの覇権をめぐりマークスとの間で戦争状態となり、真の故郷である銀河系のイーストサイドに移住するものも存在する。
パドラー
アンドロメダのエンジニア種族。自らの分子構造を自由に解消してどのような壁でも通過できる超能力を持つ事から構造ランナーと呼ばれた。スプリンガーに近いメンタリティを持ち、氏族が宇宙島を所持して造船・修理、農業、建設、植民などを担当していたが、島の王たちの不興を買った事で種族のほとんどが絶滅させられた。ヒューマノイドと同じ外見であるが、骨格は無く強靭な腱の束と軟骨で身体を支える。身長・肩幅は1メートル半で黒い肌である。
ハトル人
250万年前に宇宙の彼方からアンドロメダ星雲に植民し、そこに一大文明を築いた種族。精神的にも非常に成熟していたが、やがて文明は崩壊、ごく一部の生存者が“光の守護者”と称するようになり、2400年代にはテングリ・レトスが唯一の生き残りであった。外見はテラナーと同じヒューマノイド種族であり、永遠の船と呼ばれる直径30キロメートルの巨大な球形船を操る。
マークス
水素呼吸知性体の非ヒューマノイド種族。別名メタンズ。身長は2.5メートルで、半球上の頭部には前後にそれぞれ2つずつ目を持ち、長い腕には骨がなく強靭な筋肉であるために柔軟な動きが可能である。卵生で繁殖力が高い。酸化物は食糧から摂取し呼吸の必要はなく、水素呼吸の名は正確とはいえない。5万年前にアンドロメダ星雲を支配していたが、ハルト人との戦争で避難してきたレムール人によって銀河系に追放され、銀河系で勢力を持ち直すも紀元前8000年頃のアルコン人との戦争の結果、今度は銀河系から駆逐され、再びアンドロメダにおいて支配者である島の王たちの補助種族となった。2404年には島の王たちに反旗を翻し、その後テラナーと同盟して島の王たちを滅ぼした。以降はアンドロメダにおける実質的な支配種族となり、テラナーの同盟者でもある。

## M87銀河
青肌
M87のヒューマノイド種族。農業管理やエンジニアなどの技術者カーストを形成する。
オケフェノケース
M87のヒューマノイド種族。惑星ポムペオ・ポサルに住み、哲人にして思想家のカーストを形成している。精神的には成熟した文明を持ち、種族全員がテレポーターである反面、肉体的には退化している。オケフェノケースは死後、独自の宗教観から遺体を特殊な棺で宇宙に送り出し、銀河中枢部の惑星モノルに運ばれ、そこで生物物理学的ハイパー再生の処置を受けて退化する前の肉体に過去の記憶を宿した上「中枢部の設計者」として蘇る。（オケフェノケースは死後自分がどうなるのか知らない）
基地のエンジニア
M87の支配層に属する知性体。中枢部の設計者の補佐を行い、M87銀河の管理や重要施設の運用を担当とする。鋼の要塞と呼ばれるエネルギー制御ステーション、軍事基地を兼ねた巨大ステーションの管理者であり、そこから基地のエンジニアという名前がついたとされる。外見はM87の知性体の主流である4本腕、短い脚、四つの目、球状の頭部を持つ種族で、白い肌の胸には青色の中枢石を持つ。
けだもの
M87にて7万年前に行われたバイオ実験の結果生まれた合成生物。生体戦闘マシンとして作られたため非常に好戦的であり、他の種族の存在を認めなかった。そのためM87はたびたび危機に見舞われた。銀河系に逃れたけだものの一部族は、やがてハルト人、震動守護者こと二次制約者、ウレブなどの種族に進化した。けだもの種族はスコアルの卵を遺伝子操作する事によって生まれ、その身体的特徴を受け継ぎ、種族によって大きさや皮膚の色は異なるものの、共通して2つの脳、3つの有柄な複眼、4本腕、2つの心臓と細胞をテルコニット鋼なみの硬度にする構造変換と呼ばれる特殊能力を持つ。
スコアル
M87においてかつては軍人カーストを形成していた4本腕の知性体。卵生でその卵を使った実験からけだものが生まれた。
ドゥムフリー
M87の軍人カーストに位置付けられる種族。4本腕のヒキガエルを思わせる知性体で、高い技術水準を持つ。正式な種族名はクルルックスだが獰猛な性格であるため、M87の諸種族からドゥムフリーと呼ばれている。

## 銀河系
IVs
巨大なスズメバチのような外見を持つ昆虫型知性体。その名の正確な発音はヒューマノイドには不可能で、精神寄生体を意味する略称で呼ばれる。最後のsは複数形を意味し、一人ならIV。他の生物のからだを乗っ取ることができる。
アコン人
レムール植民者の末裔にあたりアルコン人の本家筋であるが、祖先であるレムール人と同じ褐色の肌を持ち退化現象は見られていない。地球から4万5000光年離れた銀河系中枢部の外縁のブルーの星系の第五惑星ドロラー（テラナーはスフィンクスと命名）を中心にアコン帝国を形成している。長きにわたる鎖国政策を取っていた事で、性格は傲慢で他の種族を見下す傾向があり、正々堂々と戦いを挑むよりも複雑で陰険な謀略を好む事がある。陰でアルコンIIIを破壊させたのもアコン人であり、犯罪組織コンドス・ヴァサクを操るのもアコン人である。
アスポルコス
ラトレイ星系アスポルクの準ヒューマノイド、飛翔爬虫類の末裔。身長は平均1.7メートルで頭部は逆さの洋梨。二対の複眼と、無毛の頭頂部から垂れる一対の肉垂が特徴。皮膚はグリーンで、鱗の跡が残る。上腕や首筋には皮膜があり、あまり退化していない場合には高所から滑空できる。
3440年〜43年の大群危機では、肉垂につけたとさか飾り（PEW金属製）によってかえって知性が高まった。しかし、種族は“苦悶の声”に支配された。
アラス
銀河医師種族。スプリンガーから派生した種族で、医療を生業とする事で独自の発展を遂げた。球状星団M13に存在するケスナル星系第四惑星アラロンを拠点とする。銀河随一の医療技術、生物学を持ち、テラナーが宇宙進出を始めた時点においてはアルコン帝国における医療を独占し、商売のためには自ら病原菌を銀河にばらまく事も辞さなかった。長らくテラナーとは敵対関係にあったが24世紀以降はテラナーとの関係は良好になっている。外見はスプリンガーよりアルコン人に近い。
アルコン人
アコン人から派生した植民地人で紀元前18000年頃に球状星団M13を中心にアルコン帝国を成立し、高度な科学力と軍事力を持って銀河系に一大星間帝国を建設した。しかし時代が過ぎるにつれて生物的な退廃現象に見舞われるようになり、ローダン一行によるファースト・コンタクトの頃には帝国の統治を巨大なポジトロン脳である「ロボット摂政」に委ねるまでに衰退していた。テラナーが宇宙に進出するために高度な技術を授けてくれた恩人であるが、テラナーが銀河に勢力を拡大するようになった22世紀以降は銀河の表舞台から脱落するようになり、2329年にM13に存在する軍事惑星アルコンIIIを失った事で退潮は決定的となった。生物的な退化現象のため、明るい肌の色、白い髪の毛、赤い目のアルビノになっている。
アンティ
アコン人から派生したアルコン人と親戚筋の種族。アプトゥト星系第六惑星トラカラトを主星とする。種族全員がテラナーのミュータントの超能力を打ち消す「アンティ・ミュータント」であり、これからアンティという名前で呼ばれるようになった。また、メカ性エネルギー（エンジンやバリア）を強化する「個体過給器」でもある。バアロル教団という神を持たない宗教結社を組織してアルコン帝国を背後から支配しようと暗躍し、22世紀には不老不死の薬と偽って麻薬「リクヴィティフ」をばらまき銀河に麻薬禍を引き起こし、結果的には失敗するもその後も悪事に関わり、30世紀にはスーパーミュータント、リバルト・コレッロの誕生に関与してテラナーに攻撃を加えるなど陰謀体質は変わっていない。
イルト
別名ネズミ・ビーバー。その名前の通り外見を持つ身長1メートルほどの種族で、褐色の毛皮と一本牙が特徴。惑星トラムプを故郷とする。全員がテレパシーとテレキネシス能力を持つほか、潜在的なテレポーターである。非常な遊び好きで寿命は600年ほどである。2044年に未知種族の実験によって故郷が核火災で炎上し、その時点ではグッキー筆頭に30体が生き残り、火星にコロニーを作って住むようになったが、30世紀頃から少子化が進み、3460年まで生き残っているのは2931年に細胞活性装置を受け取ったグッキーのみ。
ヴィンクラン人
レムール人の末裔で、銀河系中枢部のプロヴコン・ファウスト暗黒星雲テコントクリーン星系ヴィンクランに住む。異常な居住環境に適応し突然変異を遂げ、エネルギー乱流を探知できる「パラ聴覚」の能力を持った。
ウニト人
ウニト星系第三惑星出身の準ヒューマノイド。体はごつく、ずんぐりしている。2本の手、2本の足。頭部は象に近く、長い鼻の先は手のように動く。なめらかで強靭なあかるい茶色の皮膚をもつ。鼻は定期的に掃除をする必要がある。
狩人
ドリーマーたちの住む星系のとなりに住む宇宙航行種族。昆虫型。身長2メートル、脚2本、腕4本にそれぞれ指5本、するどいあご、頭部にアンテナが二つ。腰は細く非常に折れやすく、ネズミ＝ビーバーが体当たりするだけでたやすく折れて死ぬ。非常に好戦的。卵型宇宙船をあやつり、通常バリアを貫通する武器を持つ。第95巻。
シェボパル人
11世紀頃に星間飛行技術を発展させたヒューマノイド。外見はテラナーの伝承の“悪魔”にそっくりで、四肢に蹄、鼻に一対の触手、頭に一対の角を持つ。
スプリンガー
アルコン人から派生した銀河商人種族。氏族単位で行動し、宇宙船を故郷とする。銀河系における交易権を独占しており、自らの既得権益を守るためには戦争も辞さなかった。しかしテラナー系の自由商人が台頭するようになってからは、銀河貿易における独占権は無くなったが、有力な商人である事には変りはない。アルコン人とは異なって退化現象は見られておらず、ヴァイキングを思わせる巨漢が多い。氏族においては惑星に定住する者もおり、その中から医療を生業とするアラスや戦闘を生業とする超重族が派生した。
超重族
スプリンガーから派生した戦争を生業とする種族。自前の艦隊を持ち、アルコン帝国では帝国艦隊に次ぐ戦力を保持していた。基本的にはスプリンガーの依頼を受けて戦争を行うが、他の種族に雇われる事もある。祖先が大重力の惑星に植民したために身長・横幅が1.5メートル、体重600キログラムあまりの巨漢種族であり、通常重力下では抜群の反射神経を発揮し、スプリンガー諸氏族で一番の宙航士と評せられる。
ツグラン人
M13星団のはずれに位置するラトン星系第11惑星ツグランが中心世界。紀元前1万年ごろにアルコン人が植民、その後忘れ去られ、紀元前4000年ごろに再発見されアルコン帝国の版図に組み込まれた。アルビノではなく髪はすみれ色、皮膚は赤褐色。頽廃現象はみられない。第9巻。
テラナー
地球に発した人類の総称。ローダン達が月面にて異星種族のアルコン人と接触した事により宇宙航行に必要な技術を手に入れ、地球上の諸勢力を統合して太陽系帝国を建設。その後銀河の各地での活躍や様々な試練を乗り越えていった事により22世紀頃までには銀河系でも屈指の巨大勢力へと成長し、35世紀においても銀河系では軍事・経済面で最強の勢力を誇る。狭義には地球生まれの者だけをテラナーといい、植民星生まれの者は植民地テラナーと区別する場合がある。5万年以上昔の祖先レムール人を第一次人類、テラナーを第二次人類と称する場合もある。ちなみに第一次人類であるレムール人に発するヒューマノイド種族はテラナーとは呼ばない。
植民地テラナー
テラナーからの派生。
イマルト人
ガトル星系イマルトに適応した人類で、酸素が少ない大気に適応し樽のような胸部をもち大呼吸漢と呼ばれる。ウールヴァ兄弟の出身地。
エプサル人
ヴォノ星系エプサルに適応した人類。惑星重力が2.1G。1Gの下では抜群の反射神経を誇る。旗艦艦長に採用されていることも多い。
エルトルス人
21世紀初頭の第一次植民ラッシュの際、クライト星系エルトルスの3.4Gの重力に適応するために遺伝子操作による「環境適応プログラム」で誕生した新しいテラナーの代表。身長は2メートル半、体重は800キロの巨漢種族でその身体能力はテラナー諸種族の中でも最強とされる。
オーロラ人
惑星オーロラの気候に対応した、いわば水棲人。
オクストーン人
重力が4.8Gでブリザードと熱風が交互に吹く過酷な環境である惑星オクストーンに適応するために環境適応プログラムを極限まで追求した結果生まれたテラナーの最強種族。外見はテラナーとさほど変らないが、身体能力ではエルトルス人をしのぐ所がある。33世紀にはプログラムにより、極限の高温・低温、有毒大気に耐えられる新しいオクストーン人が誕生した。
カマシュ人
パテルナル星系第七惑星カマシュに移民した人類。第一次植民期のテラ移民の末裔。35世紀より数世紀前まで忘れられた存在だった。成熟速度は遅いが、寿命は長い。成人になった男子には最低でも10年間既知人類銀河の植民惑星を旅行して歩くことが義務付けられている。
サパ人
2401年5月にサパ星系の惑星フィルマーの衛星コニアーズに植民したテラナー。2600年ごろに核戦争があり、科学技術も正確な歴史も失われた。3431年になるまで大宇宙に知性体はサパ人のみであると考えていた。人口は3431年時点で8億7千万人、科学技術は20世紀ごろの地球レベル。自分たちははるか昔にフィルマーからコニアーズへ移民してきたと考えていたせいか、コニアーズ人やフィルマー人ではなくサパ人と称する。第201巻。
シガ星人
エルトルス人同様21世紀初頭に惑星シガに植民した植民地テラナーの代表的種族。惑星シガがめぐる恒星グラドルの放射線が原因で小人化し、世代が経つにつれて身長20センチメートルほどに矮小化していった。その代わりに非常に長命で千年以上も生きる者がいる。小人種族であるためにマイクロ工学に卓越し、またUSOのスペシャリストも輩出している。
タウラ人
エピヒロン星系の第三惑星タウラに移民した人類。祖先はアジア系。平和的で感激屋で華美好き。体重が220ポンドなければ一人前とみなされない。タウラ人にとっておくびはマナー違反ではなく、好ましいものとされている。
プロフォス人
21世紀初頭に植民された惑星プロフォスと、プロフォス人が開発した植民星の住人の総称。植民にあたり遺伝子操作はしていないが、テラナーの寿命が140歳程度であるのに対してプロフォス人の寿命は500から800歳に達する。
職業的分離種族
身体的にはテラナーと同じながら、独自の文明を持つとされる。
自由商人
その名の通り商人たちの集団で、首都をボシック星系オリンプに置く。25世紀初頭に構築され、2415年にはスプリンガーとの決戦に勝利、銀河系の貿易を一手に握る。建国者はロワ・ダントン、35世紀の皇帝はアンソン・アーガイリス（ロボット）と、変わり者が多い。
宙賊
「賊」とはいうが、一応太陽系に協力するグループ。
ノーマッド
サーカス、泥棒、こじき、非合法商品の取り扱い、情報の売買などで生計をたてている。宇宙の紛争では厳格な中立を守る。誰でも偏見なく受け入れ、去るのも自由。氏族同士はゆるやかな同盟関係にある。母権制を敷いており、どの氏族も団長は女性。
プロスペクター
鉱石などの採取を行う。インケロニウムをテラナーにもたらしたのもプロスペクター。
ホモ・スペリオル
3440年の痴呆化放射の中で知性を保ち、テラナーを支配した自称“新人類”。その正体は、50年ほど前からゆっくりと変異していた放射に適応したミュータントであった。3442年に放射が弱まると、数週間で絶滅した。

トプシダー
オリオン＝デルタ星系を故郷とするトカゲから進化した宇宙航行種族。アルコン帝国に隷属しているが、しばしば反乱をおこしていた。非常に知的で判断力に富む反面、残酷で仮借を知らない。
ドリーマー
ある星系の第二十七惑星に住む、外見がやせたアラスそっくりの知性体。肉体が惑星を10秒以上離れることを禁ずる宗教をもつ。夢マシーンによって常時種族の半数が精神を肉体から分離して“旅”にでている。第95巻。
パラマグ
パラマグ・アルファ星系ワーベⅠに住む“サル=ビーバー”。PEW金属と共生し、パラトランス変形能力によってPEW金属を通り抜けられる。
ハルト人
銀河中枢部のハルタ星系の惑星ハルトを故郷とする非ヒューマノイド種族。身長は3.5メートル、体重は2トン。3つの目、4本の腕、2本の脚、2つの心臓を持つ。脳は通常脳と生体ポジトロニクスといえる計画脳の二つを持ち、両方を同時に使う事も出来る。肉体を鋼鉄以上に強化する構造転換能力を持ち、短時間なら真空中も行動が可能である。
祖先はM87にてレトルト培養された人工生命「けだもの」種族から分化したものであり、5万年前に銀河系に侵攻してレムール人を絶滅の淵に追いやった。しかし2万年ほど前にレムール人が発明した「心因性リジェネレーター」によって平和愛好種族となり、惑星ハルトに引きこもり静かな生活を送るようになった。
祖先から受け継いだ破壊衝動を昇華するために、しばしば衝動洗濯と呼ばれる冒険に出、また単性生物であるため母性本能が高く、銀河諸種族を我が子のように愛する。
バルニト人・ブハン人
象鼻のヒューマノイドで、おそらくウニト人の親戚。
ファンタン星人
地球から約800光年ほど離れたミューラ基地からさほど離れていない星の出身と思われる。上が丸くなった円筒形の身体をもち、表面はうろこで覆われている。上半身にいくつか暗い穴があり、それが目、口、耳、鼻の役割を果たす。手足に相当する6本の枝がついている。場所は不定。性別はなく、挿し木式に繁殖する。恒星間飛行技術は有しているが、技術レベルはかなり低い。
フェロン人
ヴェガ星系第八惑星フェロル出身のヒューマノイドで祖先はレムール人。重力1.4Gの環境で育ったため小柄で筋肉質。額が秀でており、小さなくぼんだ目、淡いブルーの皮膚、銅色の髪をもつ。脳が五次元思考に向いていないため、超光速技術を発達させることができなかった。その代わり、五次元思考を必要としない精密機器は芸術の域に達していた。テラナーと通商条約を結んだ最初の種族。
ブルー族
銀河系イーストサイドに強大な勢力圏を持つ酸素呼吸知性体。体型はテラナーに近いが、頭部は直径50センチの皿状で、前後に二つずつ計4つの眼を持ち、細長いホース状の首で胴体と繋がっている。卵生で繁殖率が高く、居住世界を求め銀河系イーストサイドに勢力を広げて第二帝国と呼ばれる星間国家を築いた。龍型生物シュレックヴルムが分泌する超高硬度物質モルケックスの秘密を独占していたガタス人が種族全体を支配していたが、連合帝国との戦闘の中でモルケックスが失われるようになると支配力が弱まり、その後は果てしない内戦状態に突入した。
プレビオ

レムール人
レムリア大陸に発し、高度な星間文明を築いたテラナーの祖先。第一次人類と呼ばれる。太陽系諸惑星・衛星をはじめ数多くの星系に植民して強大なレムール帝国を築きアンドロメダ星雲にも進出したが、紀元前50088年〜49988年のハルト人の侵攻による戦争によって種族は四散した。植民者の子孫からはアコン人やアンドロメダ星雲に植民したテフローダーなどが独自の文明を築いていった。外見は肌が褐色であるほかはテラナーとほぼ同じだが、脳の機能や構造ではテラナーをしのぐ部分がある。

## グルエルフィン銀河（NGC4594銀河）
カピン族
グルエルフィン銀河を故郷とするヒューマノイド種族。最古の種族であるガンヤス人を始祖に各種族（タケル人、モリタトール、ジュクラ人）に分化していった。外見はテラナーと全く変わらず、35世紀時点でのカピンの技術力はテラナーとほぼ同じ。カピンの一部はペドトランスファーと呼ばれる超能力を持ち、精神を肉体から分離させ特定の目標に取り付いて自由に操る事が出来る。分離した肉体は不定形の固まりとなり、これは残留体と呼ばれる。また「ペドパイラー」と呼ばれる技術施設を使うと、肉体をともなったままテレポートする事ができ、その能力はペドパイラーの規模に左右されるものの、巨大なもの同士ならば数千万光年離れた銀河間の移動も可能となる。
グルエルフィン銀河では約20万年前までガンヤス人による統治が行われていたが、やがてタケル人が全カピンを支配しようとする野望を抱き、ガンヤス帝国の指導者「ガンヨ」が姿を消してからは支配者となったタケル人と非タケル人との間の内戦が銀河中に起こり文明は停滞していた。3437年、テラナーの遠征で真正ガンヨのオヴァロンが帰還した事によって情勢は激変し、最終的にはタケル帝国が打倒された事により、オヴァロンはグルエルフィンの統治者に認定され全銀河の統一を果たす。その後カピンはテラナーとの同盟関係にある。
またカピンは20万年前に地球を訪れており、太陽の近くにペドパイラーを残した。そして彼らの一部は原住民（のちのレムール人）との間に子孫を作った。つまりカピンはテラナーの祖先とも言えるのである。
ウェサケノス

オルコノル

オルドン人

ガンヤス人
全カピンの祖である種族。紀元前20万年前までグルエルフィン銀河全域にわたるガンヤス帝国を支配していたが、その指導者「ガンヨ」が姿を消した後の権力抗争の中でタケル人によるクーデターで帝国の実権を奪われ、大多数のガンヤス人はグルエルフィン銀河の衛星銀河であるモルシャズタス小銀河に逃れそこでひっそりと暮らしていた。
3437年に真正ガンヨであるオヴァロンが帰還した事によって、勢力を盛り返しタケル人を打倒してグルエルフィン銀河の統治権を奪還した。
タケル人
カピン主要種族の一つ。20万年前に全カピンを支配しようとする野望を抱き、その一環として太陽系において違法な遺伝子実験を実施した。そしてクーデターを起こしてガンヤス帝国を乗っ取りタケル帝国を成立させた後は、グルエルフィン銀河全域を圧政下に置き恐怖政治を行っていた。
3437年に真正ガンヨのオヴァロンが帰還した事でガンヤス人が一斉に蜂起して全面戦争に突入し、3438年にタケル帝国は崩壊した。
ジュクラ人
辺境の故郷を持たないカピン。タケル人の破壊活動による放射能で寿命は20歳に制限された。
ファルログ

モリタトール
太古の歴史や伝説を語り継ぐ語り部種族。真正ガンヨを認定する使命も持つ。

スワンポー
カピンたちの補助種族。先祖は昆虫、胸の部分は黒い球に近く、そこから4本の腕が生えている。上体も球状で直径は四分の三メートルほど。下半身は卵型で、上半身と下半身の境は蜂のようにくびれている。体の下からは脚が4本突き出している。脚の関節は3つ。動きはかなりすばやい。顔の真ん中にトランペット状の吻があり、そこから有機酸を散布できる。酸は散布20回が限界。麻痺砲に対して耐性を持つ。第211巻。

## 大群
カルドゥルス
大群の支配種族。昆虫から進化した非ヒューマノイド種族であり、身長は2.5メートル。二本の腕と脚、丸い頭部には二つの複眼と昆虫を思わせる三角形の口を持つ。平均寿命は地球年に換算して約2000年。種族全員がそれぞれ異なった超能力を持つ。大群の統治には政府や指導部などを持たず、種族ごとに役割を決めて共同で支配していた。「カルドゥルス」という意味は、大群内の共通言語インターカルティスで“知性を運ぶ者のちいさな子供達”を意味する。
はるかな太古にサイノスによって補助種族に採用されたが、約百万年前に叛乱を起こしてサイノスを追放、その後は自身の生命延長のために大群を支配した。支配方法は自らを神格化する事で、補助種族に崇拝させるという単純なものであった。「黄色い征服者」と呼ばれるカタツムリ型種族カルティスが分裂により繁殖する際に分泌される液体（「活性化霊薬」と呼ばれる）に浸かる事で生命を延長していた。しかしカルティスが分裂する際に放射するプシオン性エネルギーに弱いため、これを浴びると錯乱する。
カルティスの繁殖場所を確保するために複数銀河を巡り数多の惑星を犠牲にし銀河系までも侵食しようとしたが、3443年にサイノスが大群を奪還するためにプシオン性ハイパーエネルギーを解放した事により数時間の後に全滅した。
黒い悪魔

ゲディンガー・クロク人

サイノス
大群の管理種族。数百万年前に大群を建造した“知性播種者”によって大群の運営を任された。しかし大群が前回に銀河系を訪れた約百万年前にカルドゥルスの叛乱に遭って追放され、種族の大半は銀河系に逃げ延びた。その後、銀河系の多くの惑星に3人、ないしは7人、9人単位で散らばり原住種族に変身してそれぞれの文明を発展させていく一方で、「秘密帝国」と呼ばれる組織を作り、大群奪還のための下準備をしていた。銀河の各地に残る七賢者ないしは九賢者の伝説は彼らの事を指すといわれている。
超心理モデュレーションと呼ばれる超能力を持ちどんな姿にも変身出来るが、真の姿は見せない。彼らは死亡する際に、“影なきオベリスク”と呼ばれる光が当たっても決して影の出来ない石状形物質となる。
3443年にテラナーの協力によってカルドゥルスが全滅した事により、大群の指揮権を取り戻し銀河系にいたサイノスは大群と共に旅立っていった。
大群の敷設者

パープル人

ラクーン
大群の戦闘部隊を担当する種族。身長約2.1メートル、2本の短くたくましい脚、触腕のようなくねくねした腕が4本、指は6本。頸は長さ80センチメートル、直径15センチメートルほど。末端にたいらな蛇のような頭部があり、その額から12センチメートルの角が生えている。全員が“ヒュプノ凝視者”で、目があった者の意思を奪うことが出来る。名前の由来はその叫び声から。第272巻。

## 大小マゼラン星雲
ウキアー人
小マゼラン星雲に住むヒューマノイド種族。身長1.7メートルほど、短い手足、白い皮膚、頭髪がなく、丸い頭部に大きな目玉とカモの嘴のような口と鼻を持つ。文明レベルは蒸気機関を利用する段階であり、ピモック、トマックという二つの陣営に別れて戦争をしていた。第194巻。
グラド
ライオンに似た顔とたてがみを持つ大マゼラン星雲のヒューマノイド種族。テラナーと比べると小柄である。ボウル星系第三惑星ボウルタトを中心に高度な科学文明を築いたが、時間実験を行った事で時間警察による攻撃を受け、22世紀からゲリラ戦を展開していた。勇敢で誇り高い種族。
バラモ
小マゼラン星雲に住む昆虫型種族。紀元前48,000年ごろにはすでに超光速飛行を実現し、小マゼラン星雲を飛び回り、大マゼラン星雲にも手を伸ばしていたが、にせグラドたちがやってきてバラモたちを支配下に置いた。その卵が彼らにとって有用であるため、生存を許されている。名前はテラナーに発音不能のため、MAX-1などと番号を組み合わせて呼ばれる。
身体的特徴として、身長は160センチほど、直立歩行で手足は2本ずつ、真っ赤な皮膚をもち、腕と脚にはそれぞれ関節が2つずつ。関節は球型、指は6本。頭は前から見ると等辺三角形、横から見ると三角形の上の部分が卵型になって下にたれる。左右のこめかみを手のひら幅のグリーンのベルトがついているようにみえる。これが目、耳、口の役目を果たし、コンビノバンドと呼ばれる。食べるための口はそれとは別にコンビノバンドと顎の間にある。単性の卵生で、21ヶ月のうちに最大500個の卵を産み、うち25から50が成熟に至る。卵は母星バイカロブの環境でしか孵化しない。性格は好奇心にあふれるが、一方でおとなしくセンシブルで驚きやすい。第195巻。

## ナウパウム・カトロン銀河
デュイント人
ナウパウム銀河におけるヒューマノイド種族。エヴェルタアト星系第4惑星デュイントを故郷とする。身長は1.7メートルほどで、一対の手足と指は6本、コウモリのような尖った耳を持ち、身体には体毛を生やしているが、この身体的特徴はナウパウム銀河のヒューマノイド種族において共通である。ナウパウム銀河最大の国家「ナウパウム・レイチャト」の主要種族で、ヤァンツトロン人、レイト人と同様に祖先は「ユーロク」から分化した種族である。
ナヴァター
ナウパウム銀河における非ヒューマノイド種族。イリヴィト星系第2惑星イリヴィトムを故郷とする。昆虫型種族。直立歩行をするシロアリのような外見である。2対4本の腕に6本の指がある。こぶし大の複眼と三角形の口を持ち、触角がこめかみ部分から出ている。全身は光沢のある褐色をしている。些細な事で激昂して相手を殺すことがあり「ナウパウムの殺し屋」との異名を持つ。その性格と身体能力から護衛として雇われる事が多い。
ペトラクツ人
ナウパウム銀河における非ヒューマノイド種族。シャイルム星系の惑星ペトラクツを故郷とする。トカゲ型種族であり、外見は直立歩行する肉食恐竜を思わせるがっちりした体つきをしている。身長は1.7メートル。南瓜を潰したような丸みの帯びた顔をしており、8の字を横にしたような複眼を頭の両側にある。手足はそれぞれ二本ずつ、短い尻尾を持ち、全身はブルーグリーンの鱗で覆われている。
ペルトゥス
カトロン銀河発祥の太古種族であるが、3457年時点においては既に滅亡している。本来の姿は一切不明ではあるが、脳だけの状態で生存している姿が確認されている。脳は必要なら石化して数万年から数十万年生存する事が可能である。
ペルトゥスは数十万年前にナウパウム銀河に進出し、当時ナウパウムを支配していたユーロクと衝突し戦争となったが、長い戦いの末に敗北し撤退を余儀なくされ、最終的にはカトロン銀河にて滅亡した。しかし彼らは戦争中にユーロクの絶滅を狙って「バイオ感染プログラム」を発動させ、遺伝子に悪影響を与える放射性物質「ウィフィノム」を散布する事で敵の繁殖衝動を高めて人口爆発を引き起こし、最終的には種族を絶滅させる長期的攻撃をかけていた。
ペルトゥスはこの攻撃の成果が出る前に絶滅してしまったが、この攻撃によって戦争から10万年後のナウパウム諸種族を破滅寸前に追い込んでいた。3457年時点におけるナウパウム銀河の人口過剰問題は彼らに由来していたのである。
ポインコル
ナウパウム銀河における非ヒューマノイド種族。身長は1.3メートルで丸い頭に大きな目と大きな耳、体格は痩せ気味で無毛、赤みの帯びた肌を持つ。種族としての地位はボルティンと同等。
ボルティン
ナウパウム銀河における非ヒューマノイド種族。大猿に似た外見で、身長2メートル、手足は両対で指の数は6本である。体毛は黒で、丸い顔に突き出した額と丸い耳を持つ。種族の性向として他者に仕える事を好み、ナウパウム銀河全域において従者種族として重宝されている。3457年に“反それ”の陰謀によってナウパウム銀河へと流されたローダンの脳が最初に移植された種族でもある。
ヤァンツトロン人
ナウパウム銀河におけるヒューマノイド種族。ツォオルノム星系第4惑星ヤァンツァルを故郷とする。ナウパウム銀河最大の国家「ナウパウム・レイチャト」の主要種族で、デュイント人、レイト人と同様に祖先は「ユーロク」から分化した種族である。
ユーロク
ナウパウム銀河を太古支配していた種族であるが、3457年時点においては既に滅亡している。太古圧倒的な科学力を持って他の種族を征服しナウパウム銀河全域を支配した。しかし種族が絶頂期を迎えたある時期から、自分達にしか理解できない哲学に傾倒し、侵略や版図拡大、権力、種の維持などに興味を失い、紀元前10万年頃には自分達が手に入れた全てのものを放棄して故郷惑星に引きこもり、僅か数世代のうちに滅亡した。
種族としてユーロクは滅亡したが3457年時点でも脳だけの存在となったユーロク2体が存在しており、彼らは惑星ヤァンツァルの政府と協力関係にあり、必要に応じて肉体を手に入れ「サイナック脳」と呼ばれる特別な脳（なおサイナック脳というのはナウパウム銀河の言語で「さらわれてきた脳」を指す）の捜索を担当する「サイナック・ハンター」として活動をしている。
3457年時点におけるナウパウム銀河の主要種族、デュイント人、ヤァンツトロン人、レイト人はユーロクの末裔にあたる。
レイト人
ナウパウム銀河におけるヒューマノイド種族。パストレイヴ星系第6惑星レイトを故郷とする。ナウパウム銀河最大の国家「ナウパウム・レイチャト」の主要種族で、デュイント人、ヤァンツトロン人と同様に祖先は「ユーロク」から分化した種族である。

## 公会議関連
ラール人
3459年にテラナーの前に現われた種族で、「七種族の公会議」を構成する主要七種族の一つ。NGC3190銀河出身のヒューマノイド種族。身長は1.6〜1.7メートル。黒あるいは黒褐色の肌を持ち、筋骨隆々の体型をしており手足はそれぞれ2本ずつ、目はエメラルド色、4つの鼻の穴、黄色い唇を持ち、髪は剛毛で赤銅色からブロンドまで様々な色をしている。特に耳は首のあたりまで延びており鰓を思わせ、聴くだけではなく超音波を発する事が出来る。技術力ではテラナーより1000年先行しており、エネルギーを物質化する「SVE（構造バリアブル・エネルギー・セル）技術」を持ち、これを軍事分野でも活用しているため強い軍事力も有している。ラール人の政治体制は独裁制がしかれており、政府高官の一つに「ヘトソンの告知者」が存在する。
プロヴコナー
3459年にテラナーと接触したヒューマノイド種族で、ラール人の親戚筋にあたり、体格的な変化は見られない。発祥世界はNGC3190銀河のエルクル＝アン＝テク星系第三惑星ホプトレク＝ハイク。公会議体制下ではラール人の支配下にあり、独立を目指してレジスタンス運動を行っている。3459年2月にテラナーは公会議の会議場惑星であるハルトツォン星系第二惑星ヘトッサにてプロヴコナーのレジスタンスと接触し、公会議に対抗するために同盟を結んだ。
ヒュプトン
3459年に銀河系に現われた種族で、「七種族の公会議」を構成する主要七種族の一つ。非ヒューマノイド種族で、コウモリを思わせる飛翔種族。故郷世界はクマシィ＝プツアン銀河に存在するとある氷惑星。体長は70センチで、コウモリに似た頭部に黒くて丸い一対の目を持ち、頭の横には耳の代わりとなる渦巻状のレースを思わせる器官があり、これによって超音波を聞き取る事も出来る。また身体の色は乳白色から透明に変化する。通常数千体が天井からぶら下がって房のような物体「ヒュプトン・ブロック」を形成して房の最下部にいる個体が全体を代表して会話をする。
ヒュプトンは公会議が占領した天体における占領政策を担当し、他の種族に計画と助言を与える役割を担っている。そのためラール人も占領地における統治政策に関しては、ヒュプトンの承認を得なければならない。またラール人はヒュプトンが他種族に対する絶対的な説得能力を持っている事より、「パラ論理・心理麻酔医」とも呼んでいる。
マスティベック人
3460年に銀河系に出現した種族で、「七種族の公会議」を構成する主要七種族の一つ。精神生命体で公会議ではSVE艦に“充電”する役目を担っている。故郷世界は未知の銀河に存在する惑星ジョイル。技術力に関して3460年時点において公会議で最も優れていると思われる。
マスティベック人は想像を絶する長い歴史を持ち、その歴史の中で3次元・4次元世界の全ての謎を解明して種族は不死となった。やがて解明するものが無くなり種族に停滞の危機が訪れると、肉体を捨てて精神生命体となって別宇宙へと旅立つも、その宇宙に生命体が存在せず孤独に陥ろうとした時に元の3次元・4次元世界に戻り、他の種族とコンタクトして技術的に援助する事にした。
3460年時点においてマスティベック人は肉体が存在した頃に作った黒いピラミッド（通称「権力のモニュメント」）の中で暮らし（正確にはピラミッドに通じる“X次元”と呼ばれる空間に暮らしている）、過去にラール人との間で結んだ何らかの契約によって、SVE艦を“充電”する仕事を請け負っているが、公会議の政策にまでは全く関与していない。
グライコ人
3460年に銀河系に出現した種族で、「七種族の公会議」を構成する主要七種族の一つ。公会議では調停役を担う非ヒューマノイドの鳥形種族。故郷世界は未知の銀河に存在する「宇宙島」と呼ばれる人工天体。身長は4メートルを越え、頭部は20センチの球形で、一対の大きな目と嘴を持ち、胴体は2メートル程のシリンダー型に竹馬のような3本の足を持ち、手は2本で触手の様で関節は無く指は5本、また胴体との間に飛翔膜が存在し普段は身体に巻きつけている。肌は砂色でざらざらしている。
グライコ人は脳と肉体からプシオン性放射を発して相手を忠実にさせる特殊能力を持っており、この能力によって公会議の調停役として他の6種族をまとめている。グライコ人の存在が無かったら公会議種族は互いに異質すぎて、分裂・崩壊していた可能性があったかもしれない。また彼らは公会議の目的を宇宙に平和をもたらすものと信じており、ラール人とヒュプトンは公会議による支配体制の実態をグライコ人に知られないようにひた隠しにしている。
ケロスカー
3578年にローダン達がバラインダガル銀河にて遭遇した種族で、「七種族の公会議」を構成する主要七種族の一つ。公会議では戦略立案を担う非ヒューマノイド種族。バラインダガル銀河を故郷世界とする。身長は2.7メートル、体の幅は2メートルで樽のような体型をしている。皮膚は像を思わせる暗褐色で、腕は2本、足は4本。頭部は2つのスープ皿を載せたような形をしており、さしわたし1.10メートルに高さは55センチメートル、直径約35センチメートルの目を前面に2つ後面に2つ存在する。前面の目の下には亀裂を思わせる口があり、頭頂部には4つのこぶがある。腕の長さは2メートルほどで、指は無く先端は皮膚が垂れている触腕であり、足は切り株状のものが2本に胴体の3分の2あたりの所に一対の小さな足が存在する。脳は中央脳と頭頂部の4つのこぶの中の補助脳の計5つがある。
ケロスカーは動きが遅く、指が無いために自らの力で何かを作り出す事が出来ず、せいぜいが土から粗末な建物を作れる程度でしかない（技術的にも3578年段階で原始的なものであり、ラール人の援助の元、ケロスカーの手でも使用可能な宇宙船やポジトロニクスを与えられている）。しかしその外見とは裏腹にテラナーとは比較にならないほどの高度な頭脳を持っている。テラナーの様な種族が3次元的な思考しか出来ないのに対して、ケロスカーは5つの脳を相互に連結して使用する事で6次元思考が可能であり、さらには技術的な補助を加える事で7次元的な思考を可能としている。
公会議がバラインダガル銀河を征服した当時はケロスカーはただの動物であると考えられていたが、やがて高度な知性を持っている事が確認され、公会議種族として組み込まれた。ケロスカーは権力や領土支配には無関心で、自らの持つ「アブストラクト数学的思考法」によって全宇宙に幸福を広める事を目標としている。
3578年のバラインダガル銀河の崩壊に巻き込まれて、僅かな生き残りを除いて種族は滅亡し、同時に公会議からも脱落する事になる。3581年にはローダン達の支援の元で銀河系からの公会議勢力を撤退させる計画「80年計画」を立案し、公会議を構成する種族の同盟関係を破壊し銀河系からの公会議の撤退を実現させた。
ツグマーコン人
3581年にローダン達がダッカル・ゾーン（五次元と六次元の狭間）にて遭遇した種族。「七種族の公会議」を構成する主要種族の一つにして、公会議を支配する種族。故郷世界はダッカル・ゾーンに存在する惑星グロジョッコ。魚類乃至は水生爬虫類の末裔の非ヒューマノイド種族で、身長は3m、一つの頭に手足はそれぞれ2本ずつで全身は銀色の鱗に覆われている。小さな頭部に明るい赤い色をした眼をテラナーでいう所のこめかみの部分に二つ持ち、テラのイルカを思わせる口を持ち、耳や鼻は閉じる事が出来る。指は8本で手の指の間には水かきが存在し、また腋の下には膜が存在する。技術力では3581年時点ではテラナーを凌ぎ、「次元トンネル」を用いた技術を確立している。種族の限界もあって、五次元や六次元を理解する事が困難な事もあり、3581年から遡る事およそ5万年前にツグマーコン人の科学者が自らに似せて作りかつ付加頭脳によって五次元・六次元の概念を理解する事が可能な12体の人工生命体「闇のスペシャリスト」の能力を利用する事によって、次元トンネルを経由した航路を開拓する事で様々な銀河に進出し、利用可能な種族を自らの補助種族として使役する事で、複数銀河を版図に治める大帝国「公会議」を作り上げるが、実際はコルトン人に操られていた。3581年4月頃に次元トンネルが崩壊した事で、ツグマーコン人はダッカル・ゾーンに閉じこめられ「公会議」は実質的に崩壊した。
コルトン人
3581年にローダン達がダッカル・ゾーンにて遭遇した種族。「七種族の公会議」を構成する主要種族の一つであるが、3581年時点では僅かな生き残りを除いて事実上滅亡状態であり、その生き残りも肉体を持たない精神生命体となっていた。肉体が存在した頃の外見や故郷世界は不明であるが、超能力を持ちテレパシーを用いて他の生命の精神を支配する事が出来る。
遥かな太古、コルトン人は圧倒的な科学力で宇宙に君臨し幾つもの銀河を支配下に置き、全盛期には銀河一つをブラックホール兵器にて破壊出来る程で、宇宙最高の種族と自負していた。しかしある種の物質転送技術の濫用が原因で、ある時突然種族全員の肉体が非物質化して消滅し、数十億ものコルトン人が肉体を失い精神だけの存在となりその精神も四散してしまい、六次元バリア内に逃れた僅かな権力者を除いて種族としては事実上滅亡してしまう。生き残った権力者達は自らの精神を保存するカプセルでダッカル・ゾーン内の惑星グロジョッコに辿り着くと、ツグマーコン人の科学者達を本人達に気付かれぬように操って、将来の肉体となる12体の「闇のスペシャリスト」なる人工生命体を作らせさらに他のツグマーコン人をも適宜に操作して自らの帝国となるがための「公会議」を建設させた。彼らコルトン人こそが「七種族の公会議」の真の支配者であった。
3581年4月に彼らは「闇のスペシャリスト」の肉体を奪い自らを再物質化しようとして、その手始めに《ソル》の制圧を試みようとしたが、ローダン達の手でカプセルのエネルギーを奪われて精神がこの宇宙に留まる事が出来なくなって完全に滅亡した。

## その他
ウィリー
マット状の透明な体を持つ。二百の太陽の星で、ポスビに仕える。
アッカローリー
反物質宇宙から来た生物。球状の胴体に足が3本、うち後ろについた1本は退化しており、歩行は主に2本で行う。腕は長く、指は5本。頭部は半球、目が4つ正方形に配置されている。反物質宇宙でエネルギー雲が分裂し、その一部が凝集し物質化したところから生まれた。彼らは相互にメンタルコンタクトを保っており、死亡した際はインパルスが途絶え、その死は他のアッカローリー全員に知れわたる。
分裂したエネルギー雲の片割れはスープラヘトとなり正物質宇宙に出現。スープラヘトの一形態であるモルケックスがドライブ効果で消えた際、一部は反物質宇宙へ飛んで行っており、彼らはそのシュプールをたどって銀河系へ現れた。
オプロン人
メルコシュの出身種族。マースバルという島宇宙に住む。透き通った皮膚をもち内臓と骨が見える。骨は弾力性を持ち、手や足を螺旋状に組み合わせることもできる。
時間警察
ウレブ
けだものの一種族で、他の種族に自らのアイデンティティをもぐりこませて乗っ取る事が出来るほど進化を果たし、時間警察の最上位勢力である「第一震動力」を名乗る。大小マゼラン星雲の中間に位置するエネミー星系が本拠地。何者かが時間実験によって過去に遡って自分達の存在を抹殺してしまうかもしれないという強迫観念から時間警察を組織し、5万年前に時間実験を行ったレムール人を攻撃して壊滅的な打撃を与えたり、2430年代にも2度にわたって銀河系を蹂躙した。2437年にけだものとの戦いに決着をつけようとした「中枢部の設計者」が派遣した大艦隊による攻撃でエネミー星系ごと滅ぼされた。
シンボフレックス=パートナー

二次制約者
けだものの一種族。震動守護者ともいう。時間警察の中核をなし、半生体戦闘船ドランを操る。第一震動力の命令で、テラナーに対して2436年から2437年にかけ二度にわたり攻撃し、二度目にかけた大攻勢では太陽系帝国を壊滅寸前に追い込んだ。身体的特徴はハルト人と同じだが、身長は4mから4.5mで体格的にはハルト人より一回り大きい。頸には「シンボフレックス・パートナー」と呼ばれる小型の共生体が接続しており、共生関係となっていたが、実態は第一震動力によって制御下におかれていた。普段は超空間のパラトロン・フィールド内のパラ武器庫の基地にて深層睡眠におかれており、出撃の時を待つ。
にせグラド
グラドにウレブが乗り移ったもの。外見はグラドと変わらないが、体重がかなり増えるので区別できる。
パーリアン

デュプロ
島の王の機械「マルチデュプリケーター」によってコピーされた知性体。外見は元の知性体と同じながら、完全に島の王の奴隷である。疾患はコピーされない（「マルチデュプリケーター」では非生物もコピーされる）。
ドルーフ
時間の流れが異なる第二時間平面、別名ドルーフ平面の宇宙にて発展した宇宙航行種族。リニア航法をはじめとする高度な技術力を有している。昆虫から進化した非ヒューマノイドであり、身長は3m、丸い頭部に4つの目を持ち、触角に発する超音波で意志を疎通する。中心世界はドルーフ平面のシアメド星系第十六惑星ドルーフォン。銀河系の属する時間平面とドルーフ平面（なおドルーフ平面では時間の流れが銀河系の属する時間平面と比べて7万2,000分の1の遅さである）が接触した事によって出現し、銀河系への侵攻を企てたが、二つの時間平面が遠ざかった事により脅威は無くなった。ドルーフの戦いの過程でリニア航法の技術がテラナーにもたらされた。
ポスビ
生体ロボット・ポジトロンの略称。銀河外縁部から28万光年離れた所にある「二百の太陽の星」が中心世界で、有機的存在である細胞プラズマの集合体の「中央プラズマ」が種族全体を統括している。アンドロメダ星雲の知性体ローリンが銀河系に侵攻した際に、惑星メカニカに住むロボット技術に長けたトカゲ族に強制させて作らせたロボットがポスビの祖先にあたる。この時にポジトロン脳に細胞プラズマを移植させた事から、主人であるローリンを含めた有機生命体を敵と見なし、2113年にはテラナーもポスビの攻撃を受けた。彼らが用いる宇宙艦「フラグメント船」と武器「トランスフォーム砲」、防御兵器「相対バリア」は、銀河系のどの宇宙航行種族のものも上回るものであり、そのため彼らの脅威に対抗するためにテラ・アルコン・アコンは軍事同盟を結ばなければならなかった。
やがてローダン達によって「憎悪回路」が中央プラズマの中に発見され、これが破壊されるとポスビはテラナーと敵対する事は無くなり、その後は良き同盟者となった。
プローン人
3460年にテラナーが星のメールストロームにて遭遇した非ヒューマノイド種族。地球の蟻のような姿をしており、身長は2mで二足歩行する。故郷世界は星のメールストロームの片方に連なるプローン銀河。技術力においては3460年時点でテラナーと対等で、地球の蟻と同様に女王を頂点とした社会制度をとっている。3460年時点においては星のメールストロームならびにプローン銀河における最有力種族であり、テラナーがメールストロームに漂着した当初は敵対していたがその後和解した。